# 60 Second Assassin
60 Second Assassin, właściwie Frederick Cuffie Jr. – nowojorski raper, członek grupy Sunz of Man powiązany z Wu-Tang Clanem. Swój pseudonim wziął od hongkońskiego filmu akcji o tym samym tytule (w Europie znany pod nazwą My Life Is on the Line). 

## Dyskografia

### Albumy solowe
Opracowano na podstawie źródła.
| Rok  | Tytuł                                                              |
| ---- | ------------------------------------------------------------------ |
| 2010 | Remarkable Timing - Data: 8 czerwca 2010 - Wydawca: Sounds Records |